# Стрічковий кабель

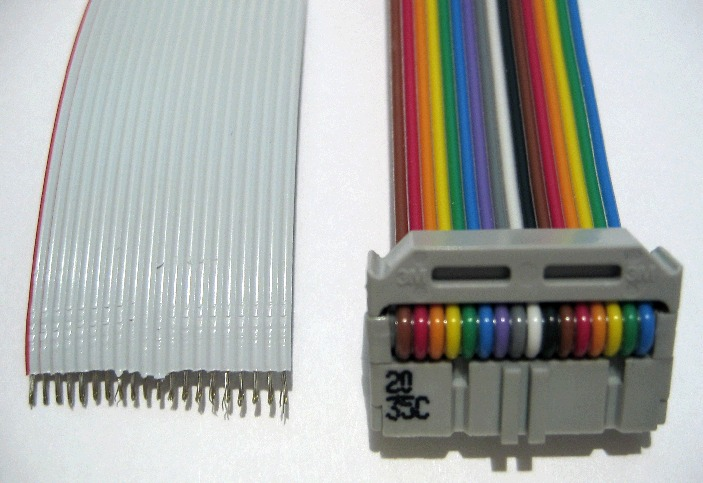
Ліворуч: 20-провідний плоский кабель, провід №1 помічений червоним. Праворуч: 16-провідна стрічка з роз'ємом IDC.

Стрічковий кабель, Плоский кабель, Шлейф (англ. Ribbon cable) — багатожильний кабель, в якому жили розташовані паралельно в одній площині, і кожна жила має круглу ізоляцію.
Стрічкові кабелі використовують для приєднання внутрішніх периферійних пристроїв до шини комп'ютера: жорстких дисків, приводів компакт-дисків і дисководів.

## Історія
Стрічковий кабель був винайдений в 1956 році в компанії Cicoil Corporation (Chatsworth, Каліфорнія). Інженери компанії придумали, як використовувати новий матеріал, силіконову гуму, для «формування» плоского кабелю, що містив кілька провідників однакового розміру. Кабель став схожий на плоску стрічку, тому був названий стрічковим (англ. Ribbon). Ця технологія дозволила таким компаніям, як IBM, замінити громіздкі жорсткі круглі кабелі тонкими, гнучкими кабелями.
Ряд різних компаній, у тому числі 3М, розробили методи і матеріали для спрощення й зниження вартості стрічкових кабелів, шляхом стандартизації конструкції, відстані між проводами і товщини ізоляції, таким чином, щоб вони могли бути легко під'єднуватися зміщенням ізоляції (IDC). Завдяки простоті стрічкових кабелів, їх низькому профілю і невеликій вартості завдяки стандартизації, стрічкові кабелі використовуються в більшості комп'ютерів, принтерів і багатьох електронних пристроїв.
У 1960-х і 1970-х років компанія надала плоскі кабелі для НАСА та уряду США. У 1990 Cicoil розробила унікальний процес екструзії, щоб зробити стрічкові кабелі і плоскі гнучкі кабелів з проводів, полого трубопроводу, коаксіальних кабелів і волоконної оптики. Ці кабелі використовуються в  тому числі в ракетах, супутниках, обладнанні для виробництва напівпровідників і медичному обладнанні.